# Боевые свиньи
Боевы́е сви́ньи — словосочетание, употребляемое для обозначения (названия) свиней, использовавшихся в античности и в новейшее время для боевых целей в армиях различных государств.

## Боевое применение

### Античность
Боевых свиней использовали в античных войнах против боевых слонов. Плиний Старший утверждал, что слоны пугались, когда слышали визг свиней, и начинали отступать. Римляне также использовали боевых свиней, чтобы пугать слонов Пирра в 275 году до нашей эры. А Прокопий Кесарийский в книге «История войн» цитировал записи защитников Эдессы, в которых говорилось об использовании свиней с целью отпугнуть от стены слонов Хосрова I.
Существуют также исторические свидетельства Полиэна и Клавдия Элиана об использовании «огненных» или «пламенных свиней». Оба автора утверждают, что Антигон II Гонат, осаждая Мегары в 266 году до н. э., обмазал свиней смолой и поджёг их, выпустив против боевых слонов противника. Слоны пришли в ужас и убили большое количество своих же солдат.

## Современное применение
Полиция России
В одном из кинологических подразделений ГУ МВД России по городу Москве на службе состоит свинья. Кинологи натаскали поросёнка на поиск взрывчатки. Иногда он выезжает на вызовы вместе со служебными собаками.
Отпугивание исламистов
Израильские поселенцы после года усилий отказались от идеи разведения боевых свиней, надрессированных нападать на террористов. Предполагалось, что эти «грязные», с точки зрения ислама, животные отпугнут потенциальных террористов. По мнению инициаторов проекта, фанатики побоялись бы рисковать жизнью в месте, где на них могут наброситься свиньи, так как это может стоить им места в раю. Однако практика показала, что свиньи с трудом поддаются дрессировке и избегают агрессивного поведения по отношению к людям.